# رعين (حجة)
رعين هي إحدى قرى الجمهورية اليمنية. تتبع جغرافيا لمحافظة حجة وإداريًا لمديرية المغربة. يبلغ تعداد سكانها 1035 نسمة حسب الإحصاء الذي أجري عام 2004.